# Corvus edithae
Corvus edithae (лат.) — вид птиц из семейства врановых. Видовое название дано в честь мисс Эдит Коул (англ. Edith Cole, 1859—1940)

## Описание
Размером 44 — 46 см, по внешнему виду похож на чёрную ворону (Corvus corone), но клюв у него длиннее и более коричневое оперение.
Хотя ранее считался подвидом пустынного ворона ('Corvus ruficollis), недавно был выделен в отдельный вид. Отличается от пустынного ворона голосом и поведением.
Более похож поведением на Пегого ворона (Corvus albus).
Встречаются гибридные виды между пегим и сомалийским вороном.

## Среда обитания
Населяет пустынные области, скалы, морское побережье.

## Распространение
Распространён в Сомали, восточной части Эфиопии, Джибути, Огадене, а также Кении, Эритрее.

## Гнездование
Гнездо очень типично для всех видов ворон, представляет собой громоздкое сооружение, располагается на отдельно стоящем дереве или на телеграфном столбе, если ворон гнездится на побережье, то нередко выбирает пальмовые деревья.
Яйца откладывает в апреле или начале мая, в кладке от трёх до пяти яиц.

## Голос
Голос похож на резкое «кар» или на звук, похожий на голос грача (Corvus frugilegus).